# 시네마 서비스
시네마 서비스(Cinema Service)는 대한민국의 영화 제작 & 배급 회사이다. 한국영화 주요작품으로는 투캅스, 초록 물고기, 여고괴담, 미술관 옆 동물원, 인정사정 볼 것 없다, 주유소 습격 사건, 신라의 달밤, 엽기적인 그녀, 공공의 적, 가문의 영광, 광복절 특사, 실미도, 아홉 살 인생, 왕의 남자, 라디오 스타, 밀양, 권순분 여사 납치사건, 김 씨 표류기, 소수의견 등이 있다.

## 역사

### 강우석 프로덕션 설립 / 시네마 서비스 창립 초기 (1993 ~ 1997)
1993년, 영화 제작사인 "강우석 프로덕션"을 모태로 설립되었으며, 1995년, 신인 감독 & 제작자인 김성홍, 김의석을 새롭게 영입함으로써, 제2의 창업을 선언함과 동시에, 상호명을 "시네마 서비스"로 바꾸면서 한국 영화 배급사업에 새롭게 뛰어들게 된다.
1997년 4월, 홍보/마케팅의 역량 강화를 위해 기획실이 좋은영화로 이름을 바꾸게 되었고, 외화 수입/배급 사업에 참여함으로써 메이저 영화사의 기틀을 다져나가게 된다.

### IMF의 위기를 헤치고 (1997 ~ 2000)
그러나, 1997년에 일어난 아시아 금융 위기로 한국의 영화사들이 줄줄이 도산되면서 재정적인 어려움이 더욱 더 심해져 유상 증자를 시행하게 된다.
그 결과, 1998년 중반기 부터, 매출액에 탄력이 붙기 시작했고, 연 이은 흥행 성공으로 한국 영화 붐 덕을 톡톡히 보게되면서, 메이저 영화 시장의 큰 부분을 차지 하게 되었고, 1999년, 자회사인 좋은 영화가 주유소 습격사건을 시작으로 한국 영화 제작에 뛰어 들었다.

### 로커스 홀딩스/플래너스 시절 (2001 ~ 2004)
2001년 2월, 싸이더스를 소유하고 있는 인터넷 중심의 엔터테인먼트 기업인 로커스 홀딩스에 인수되었다.
2002년, 플레너스로 사명을 변경함과 동시에, 극장사업에도 진출해 프리머스 시네마를 창립, 투자, 제작, 배급, 극장 운영 등, 문화 산업 전반의 수직 계열화를 완성시키며 CJ그룹에 인수됨과 동시에 종합 엔터테인먼트 그룹으로 도약하게 된다.
하지만 합병 이후 일부 핵심 산업군의 사업성 부진과 게임전용 포털인 넷마블에 관한 경영진들 간의 이견으로 인해 결국, 2004년, 시네마서비스와의 결별을 선언하면서 플래너스는 공중 분해가 되었다.

### CJ 엔터테인먼트 와의 전격적 제휴 (2005 ~ 2008)
2005년 5월, 강우석은 차기 영화 제작 프로젝트에 전념하기 위해, 시네마 서비스의 제작과 경영 관련 직위를 내놓고, 새롭게 임명된 신임 사장을 통해서 CJ 엔터테인먼트와의 전략적 투자 제휴를 체결하게 된다. 그러나 강우석 감독이 떠난 직후 만들어진 영화들이 흥행에 연속해서 실패함에 따라서, 2007년 11월, 강우석 감독이 대표이사로 다시 일선에 복귀했다.

### 무너진 신화 그리고.... 몰락 (2008 ~ 2016)
그러나, 2008년 3월, 부채비율 증가에 따른 수익성과 재정 악화로 임직원들에게, "알아서 살 길을 찾으라."면서 구조조정에 들어갔고, 6월말까지 수입, 배급업에서 조만간 철수한다는 입장을 내놨다.
이후로도 철수하지는 않았고 한국영화 제작에만 전념했고 2014년부터 2016년까지 다시 극소량의 외화를 수입했고 고산자, 대동여지도 끝으로 제작이 중단되었다.

## 작품 목록

### 강우석 프로덕션
| 국가 | 제목                          | 개봉일     | 종류 | 담당 |
| ---- | ----------------------------- | ---------- | ---- | ---- |
| 한국 | 《투캅스》                    | 1993.12.18 | 실사 | 제작 |
| 한국 | 《마누라 죽이기》             | 1994.12.17 | 실사 | 제작 |
| 한국 | 《엄마에게 애인이 생겼어요!》 | 1995.5.20  | 실사 | 제작 |

### ㈜시네마서비스

#### 1996년
| 국가 | 제목                                   | 개봉일    | 종류 | 담당       | 레이블       |
| ---- | -------------------------------------- | --------- | ---- | ---------- | ------------ |
| 한국 | 《맥주가 애인보다 좋은 일곱가지 이유》 | 1996.2.17 | 실사 | 제작, 배급 | 시네마서비스 |
| 한국 | 《투캅스 2》                           | 1996.4.27 | 실사 | 제작, 배급 | 시네마서비스 |

#### 1997년
| 국가 | 제목                 | 개봉일     | 종류 | 담당       | 레이블       |
| ---- | -------------------- | ---------- | ---- | ---------- | ------------ |
| 한국 | 《초록 물고기》      | 1997.2.7   | 실사 | 배급       | 시네마서비스 |
| 한국 | 《홀리데이 lN 서울》 | 1997.3.22  | 실사 | 제작, 배급 | 시네마서비스 |
| 한국 | 《넘버 3》           | 1997.8.2   | 실사 | 배급       | 시네마서비스 |
| 미국 | 《스틸 브리딩》      | 1997.10.25 | 실사 | 수입, 배급 | 시네마서비스 |
| 한국 | 《올가미》           | 1997.11.1  | 실사 | 제작, 배급 | 시네마서비스 |

#### 1998년
| 국가 | 제목                        | 개봉일     | 종류 | 담당       | 레이블       |
| ---- | --------------------------- | ---------- | ---- | ---------- | ------------ |
| 한국 | 《투캅스 3》                | 1998.4.11  | 실사 | 제작, 배급 | 시네마서비스 |
| 한국 | 《여고괴담》                | 1998.5.30  | 실사 | 배급       | 시네마서비스 |
| 한국 | 《생과부 위자료 청구 소송》 | 1998.8.1   | 실사 | 제작, 배급 | 시네마서비스 |
| 한국 | 《실락원》                  | 1998.9.12  | 실사 | 제작, 배급 | 시네마서비스 |
| 한국 | 《정사》                    | 1998.10.3  | 실사 | 제작, 배급 | 시네마서비스 |
| 한국 | 《까》                      | 1998.11.21 | 실사 | 배급       | 시네마서비스 |
| 한국 | 《미술관 옆 동물원》        | 1998.12.19 | 실사 | 배급       | 시네마서비스 |

#### 1999년
| 국가 | 제목                       | 개봉일     | 종류 | 담당       | 레이블       |
| ---- | -------------------------- | ---------- | ---- | ---------- | ------------ |
| 한국 | 《마요네즈》               | 1999.2.13  | 실사 | 배급       | 시네마서비스 |
| 한국 | 《연풍연가》               | 1999.2.13  | 실사 | 배급       | 시네마서비스 |
| 한국 | 《간첩 리철진》            | 1999.5.15  | 실사 | 배급       | 시네마서비스 |
| 미국 | 《스크림 2》               | 1999.6.5   | 실사 | 배급       | 시네마서비스 |
| 한국 | 《이재수의 난》            | 1999.6.26  | 실사 | 배급       | 시네마서비스 |
| 한국 | 《인정사정 볼 것 없다》    | 1999.7.31  | 실사 | 배급       | 시네마서비스 |
| 한국 | 《자귀모》                 | 1999.8.14  | 실사 | 제작, 배급 | 시네마서비스 |
| 한국 | 《주유소 습격 사건》       | 1999.10.2  | 실사 | 배급       | 시네마서비스 |
| 미국 | 《H20》                    | 1999.10.9  | 실사 | 배급       | 시네마서비스 |
| 홍콩 | 《환영특공》               | 1999.10.23 | 실사 | 배급       | 시네마서비스 |
| 한국 | 《송어》                   | 1999.11.6  | 실사 | 배급       | 시네마서비스 |
| 한국 | 《텔 미 썸딩》             | 1999.11.13 | 실사 | 배급       | 시네마서비스 |
| 한국 | 《여고괴담 두번째 이야기》 | 1999.12.24 | 실사 | 배급       | 시네마서비스 |

#### 2000년
| 국가 | 제목                               | 개봉일     | 종류       | 담당       | 레이블       |
| ---- | ---------------------------------- | ---------- | ---------- | ---------- | ------------ |
| 한국 | 《학교전설》                       | 2000.1.1   | 실사       | 배급       | 시네마서비스 |
| 한국 | 《주노명 베이커리》                | 2000.1.15  | 실사       | 제작, 배급 | 시네마서비스 |
| 홍콩 | 《성원》                           | 2000.1.15  | 실사       | 배급       | 시네마서비스 |
| 한국 | 《반칙왕》                         | 2000.2.4   | 실사       | 배급       | 시네마서비스 |
| 한국 | 《플란다스의 개》                  | 2000.2.19  | 실사       | 배급       | 시네마서비스 |
| 미국 | 《리플리》                         | 2000.3.4   | 실사       | 배급       | 시네마서비스 |
| 홍콩 | 《색정남녀》                       | 2000.3.18  | 실사       | 배급       | 시네마서비스 |
| 한국 | 《인터뷰》                         | 2000.4.1   | 실사       | 배급       | 시네마서비스 |
| 미국 | 《매그놀리아》                     | 2000.4.15  | 실사       | 배급       | 시네마서비스 |
| 미국 | 《도브》                           | 2000.4.22  | 실사       | 배급       | 시네마서비스 |
| 미국 | 《스크림 3》                       | 2000.4.29  | 실사       | 배급       | 시네마서비스 |
| 한국 | 《비밀》                           | 2000.6.3   | 실사       | 투자, 배급 | 시네마서비스 |
| 미국 | 《사이더 하우스》                  | 2000.6.3   | 실사       | 배급       | 시네마서비스 |
| 미국 | 《데스티네이션》                   | 2000.6.10  | 실사       | 배급       | 시네마서비스 |
| 한국 | 《비천무》                         | 2000.7.1   | 실사       | 투자, 배급 | 시네마서비스 |
| 한국 | 《해변으로 가다》                  | 2000.8.12  | 실사       | 투자, 배급 | 시네마서비스 |
| 미국 | 《U-571》                          | 2000.9.2   | 실사       | 배급       | 시네마서비스 |
| 미국 | 《무서운 영화》                    | 2000.9.23  | 실사       | 배급       | 시네마서비스 |
| 한국 | 《청춘》                           | 2000.10.14 | 실사       | 배급       | 시네마서비스 |
| 미국 | 《더 셀》                          | 2000.10.28 | 실사       | 배급       | 시네마서비스 |
| 한국 | 《리베라 메》                      | 2000.11.11 | 실사       | 배급       | 시네마서비스 |
| 미국 | 《프리퀀시》                       | 2000.11.25 | 실사       | 배급       | 시네마서비스 |
| 한국 | 《순애보》                         | 2000.12.9  | 실사       | 투자, 배급 | 시네마서비스 |
| 한국 | 《불후의 명작》                    | 2000.12.23 | 실사       | 제작, 배급 | 시네마서비스 |
| 일본 | 《극장판 포켓몬스터: 뮤츠의 역습》 | 2000.12.23 | 애니메이션 | 배급       | 시네마서비스 |

#### 2001년
| 국가 | 제목                            | 개봉일     | 종류       | 담당       | 레이블       |
| ---- | ------------------------------- | ---------- | ---------- | ---------- | ------------ |
| 한국 | 《나도 아내가 있었으면 좋겠다》 | 2001.1.13  | 실사       | 배급       | 시네마서비스 |
| 한국 | 《하루》                        | 2001.1.20  | 실사       | 투자, 배급 | 시네마서비스 |
| 미국 | 《크림슨 리버》                 | 2001.2.10  | 실사       | 배급       | 시네마서비스 |
| 미국 | 《초콜렛》                      | 2001.2.24  | 실사       | 배급       | 시네마서비스 |
| 한국 | 《클럽 버터플라이》             | 2001.3.3   | 실사       | 배급       | 시네마서비스 |
| 미국 | 《말레나》                      | 2001.3.10  | 실사       | 배급       | 시네마서비스 |
| 한국 | 《선물》                        | 2001.3.24  | 실사       | 투자, 배급 | 시네마서비스 |
| 미국 | 《드라큐라 2000》               | 2001.4.21  | 실사       | 배급       | 시네마서비스 |
| 한국 | 《인디안 썸머》                 | 2001.5.5   | 실사       | 배급       | 시네마서비스 |
| 미국 | 《웨딩 플래너》                 | 2001.5.19  | 실사       | 배급       | 시네마서비스 |
| 한국 | 《썸머 타임》                   | 2001.5.26  | 실사       | 배급       | 시네마서비스 |
| 미국 | 《레인디어 게임》               | 2001.6.9   | 실사       | 배급       | 시네마서비스 |
| 한국 | 《신라의 달밤》                 | 2001.6.23  | 실사       | 투자, 배급 | 시네마서비스 |
| 미국 | 《스파이 키드》                 | 2001.7.14  | 실사       | 배급       | 시네마서비스 |
| 한국 | 《엽기적인 그녀》               | 2001.7.27  | 실사       | 배급       | 시네마서비스 |
| 한국 | 《세이예스》                    | 2001.8.18  | 실사       | 투자, 배급 | 시네마서비스 |
| 미국 | 《저스트 비지팅》               | 2001.9.15  | 실사       | 수입, 배급 | 시네마서비스 |
| 한국 | 《봄날은 간다》                 | 2001.9.28  | 실사       | 배급       | 시네마서비스 |
| 한국 | 《킬러들의 수다》               | 2001.10.12 | 실사       | 투자, 배급 | 시네마서비스 |
| 미국 | 《바운스》                      | 2001.10.27 | 실사       | 배급       | 시네마서비스 |
| 한국 | 《런딤》                        | 2001.11.10 | 애니메이션 | 배급       | 시네마서비스 |
| 한국 | 《흑수선》                      | 2001.11.16 | 실사       | 투자, 배급 | 시네마서비스 |
| 한국 | 《화산고》                      | 2001.12.8  | 실사       | 투자, 배급 | 시네마서비스 |

#### 2002년
| 국가 | 제목                            | 개봉일     | 종류 | 담당       | 레이블       |
| ---- | ------------------------------- | ---------- | ---- | ---------- | ------------ |
| 미국 | 《반지의 제왕: 반지 원정대》    | 2002.1.1   | 실사 | 배급       | 시네마서비스 |
| 한국 | 《공공의 적》                   | 2002.1.25  | 실사 | 제작, 배급 | 시네마서비스 |
| 한국 | 《피도 눈물도 없이》            | 2002.3.1   | 실사 | 투자, 배급 | 시네마서비스 |
| 한국 | 《생활의 발견》                 | 2002.3.22  | 실사 | 배급       | 시네마서비스 |
| 한국 | 《정글 쥬스》                   | 2002.3.22  | 실사 | 제공       | 시네마서비스 |
| 미국 | 《웨이트 오브 워터》            | 2002.3.29  | 실사 | 배급       | 시네마서비스 |
| 한국 | 《재밌는 영화》                 | 2002.4.12  | 실사 | 투자, 배급 | 시네마서비스 |
| 미국 | 《세렌디피티》                  | 2002.4.19  | 실사 | 배급       | 시네마서비스 |
| 한국 | 《결혼은, 미친 짓이다》         | 2002.4.26  | 실사 | 공동제공   | 시네마서비스 |
| 한국 | 《취화선》                      | 2002.5.10  | 실사 | 투자, 배급 | 시네마서비스 |
| 중국 | 《소림축구》                    | 2002.5.17  | 실사 | 배급       | 시네마서비스 |
| 미국 | 《레지던트 이블》               | 2002.6.13  | 실사 | 배급       | 시네마서비스 |
| 한국 | 《서프라이즈》                  | 2002.7.5   | 실사 | 투자, 배급 | 시네마서비스 |
| 한국 | 《라이터를 켜라》               | 2002.7.17  | 실사 | 투자, 배급 | 시네마서비스 |
| 한국 | 《좋은 사람 있으면 소개시켜줘》 | 2002.8.8   | 실사 | 배급       | 시네마서비스 |
| 미국 | 《인썸니아》                    | 2002.8.15  | 실사 | 배급       | 시네마서비스 |
| 한국 | 《가문의 영광》                 | 2002.9.13  | 실사 | 투자, 배급 | 시네마서비스 |
| 한국 | 《로드 무비》                   | 2002.10.18 | 실사 | 제공       | 시네마서비스 |
| 미국 | 《몬스터 볼》                   | 2002.10.25 | 실사 | 배급       | 시네마서비스 |
| 한국 | 《밀애》                        | 2002.11.8  | 실사 | 투자, 배급 | 시네마서비스 |
| 한국 | 《광복절 특사》                 | 2002.11.21 | 실사 | 투자, 배급 | 시네마서비스 |
| 미국 | 《반지의 제왕: 두 개의 탑》     | 2002.12.19 | 실사 | 배급       | 시네마서비스 |

#### 2003년
| 국가   | 제목                                  | 개봉일     | 종류 | 담당             | 레이블                 |
| ------ | ------------------------------------- | ---------- | ---- | ---------------- | ---------------------- |
| 한국   | 《마들렌》                            | 2003.1.10  | 실사 | 배급             | 시네마서비스           |
| 캐나다 | 《큐브 2》                            | 2003.1.24  | 실사 | 배급             | 시네마서비스           |
| 한국   | 《클래식》                            | 2003.1.30  | 실사 | 투자, 배급       | 시네마서비스           |
| 미국   | 《디 아워스》                         | 2003.2.21  | 실사 | 배급             | 시네마서비스           |
| 한국   | 《국화꽃 향기》                       | 2003.2.28  | 실사 | 투자, 배급       | 시네마서비스           |
| 한국   | 《대한민국 헌법 제1조》               | 2003.3.14  | 실사 | 투자, 배급       | 시네마서비스           |
| 한국   | 《선생 김봉두》                       | 2003.3.28  | 실사 | 투자, 배급       | 시네마서비스           |
| 한국   | 《오! 해피데이》                      | 2003.4.18  | 실사 | 투자, 배급       | 시네마서비스           |
| 한국   | 《나비》                              | 2003.4.30  | 실사 | 투자, 배급       | 시네마서비스           |
| 한국   | 《와일드 카드》                       | 2003.5.16  | 실사 | 투자, 배급       | 시네마서비스           |
| 미국   | 《다크니스》                          | 2003.5.30  | 실사 | 배급             | 시네마서비스           |
| 한국   | 《역전에 산다》                       | 2003.6.13  | 실사 | 배급             | 시네마서비스           |
| 한국   | 《첫사랑 사수 궐기대회》              | 2003.6.27  | 실사 | 투자, 배급       | 플레너스㈜시네마서비스 |
| 미국   | 《터미네이터 3: 라이즈 오브 더 머신》 | 2003.7.25  | 실사 | 배급             | 플레너스㈜시네마서비스 |
| 한국   | 《여고괴담 3: 여우계단》              | 2003.8.1   | 실사 | 투자, 배급       | 플레너스㈜시네마서비스 |
| 한국   | 《거울 속으로》                       | 2003.8.14  | 실사 | 투자, 배급       | 플레너스㈜시네마서비스 |
| 한국   | 《불어라 봄바람》                     | 2003.9.5   | 실사 | 제작, 투자, 배급 | 플레너스㈜시네마서비스 |
| 미국   | 《케이 팩스》                         | 2003.9.19  | 실사 | 배급             | 플레너스㈜시네마서비스 |
| 미국   | 《이퀼리브리엄》                      | 2003.10.2  | 실사 | 배급             | 플레너스㈜시네마서비스 |
| 한국   | 《황산벌》                            | 2003.10.17 | 실사 | 투자             | 플레너스㈜시네마서비스 |
| 미국   | 《메달리온》                          | 2003.10.24 | 실사 | 배급             | 플레너스㈜시네마서비스 |
| 한국   | 《영어완전정복》                      | 2003.11.5  | 실사 | 배급             | 플레너스㈜시네마서비스 |
| 일본   | 《사토라레》                          | 2003.11.21 | 실사 | 배급             | 플레너스㈜시네마서비스 |
| 한국   | 《천년호》                            | 2003.11.28 | 실사 | 배급             | 플레너스㈜시네마서비스 |
| 한국   | 《실미도》                            | 2003.12.24 | 실사 | 제작, 투자, 배급 | 플레너스㈜시네마서비스 |

#### 2004년
| 국가 | 제목                                                            | 개봉일     | 종류       | 담당             | 레이블                 |
| ---- | --------------------------------------------------------------- | ---------- | ---------- | ---------------- | ---------------------- |
| 한국 | 《내 사랑 싸가지》                                              | 2004.1.16  | 실사       | 배급             | 플레너스㈜시네마서비스 |
| 한국 | 《그녀를 믿지 마세요》                                          | 2004.2.20  | 실사       | 투자, 배급       | 플레너스㈜시네마서비스 |
| 한국 | 《어디선가 누군가에 무슨 일이 생기면 틀림없이 나타난다 홍반장》 | 2004.3.12  | 실사       | 투자, 배급       | 플레너스㈜시네마서비스 |
| 한국 | 《아홉살 인생》                                                 | 2004.3.26  | 실사       | 투자, 배급       | 플레너스㈜시네마서비스 |
| 한국 | 《바람의 전설》                                                 | 2004.4.9   | 실사       | 투자, 배급       | 플레너스㈜시네마서비스 |
| 한국 | 《아라한 장풍 대작전》                                          | 2004.4.30  | 실사       | 투자, 배급       | 플레너스㈜시네마서비스 |
| 한국 | 《하류인생》                                                    | 2004.5.21  | 실사       | 투자, 배급       | 플레너스㈜시네마서비스 |
| 한국 | 《페이스》                                                      | 2004.6.11  | 실사       | 투자, 배급       | 시네마서비스           |
| 한국 | 《아는 여자》                                                   | 2004.6.25  | 실사       | 투자, 배급       | 시네마서비스           |
| 한국 | 《달마야, 서울 가자》                                           | 2004.7.9   | 실사       | 배급             | 시네마서비스           |
| 한국 | 《돌려차기》                                                    | 2004.7.23  | 실사       | 투자, 배급       | 시네마서비스           |
| 한국 | 《누구나 비밀은 있다》                                          | 2004.7.30  | 실사       | 투자, 배급       | 시네마서비스           |
| 한국 | 《알 포인트》                                                   | 2004.8.20  | 실사       | 투자, 배급       | 시네마서비스           |
| 미국 | 《갓센드》                                                      | 2004.9.3   | 실사       | 배급             | 시네마서비스           |
| 한국 | 《귀신이 산다》                                                 | 2004.9.17  | 실사       | 제작, 투자, 배급 | 시네마서비스           |
| 일본 | 《이노센스》                                                    | 2004.10.8  | 애니메이션 | 배급             | 시네마서비스           |
| 한국 | 《썸》                                                          | 2004.10.22 | 실사       | 투자, 배급       | 시네마서비스           |
| 미국 | 《레지던트 이블 2》                                             | 2004.11.5  | 실사       | 배급             | 시네마서비스           |
| 미국 | 《팜므 파탈》                                                   | 2004.11.17 | 실사       | 배급             | 시네마서비스           |
| 한국 | 《신암행어사》                                                  | 2004.11.26 | 애니메이션 | 배급             | 시네마서비스           |
| 일본 | 《하울의 움직이는 성》                                          | 2004.12.23 | 애니메이션 | 배급             | 시네마서비스           |
| 미국 | 《알렉산더》                                                    | 2004.12.31 | 실사       | 배급             | 시네마서비스           |

#### 2005년
| 국가 | 제목                   | 개봉일     | 종류 | 담당             | 레이블       |
| ---- | ---------------------- | ---------- | ---- | ---------------- | ------------ |
| 한국 | 《공공의 적 2》        | 2005.1.27  | 실사 | 제작, 투자, 배급 | 시네마서비스 |
| 한국 | 《역전의 명수》        | 2005.4.15  | 실사 | 투자, 배급       | 시네마서비스 |
| 한국 | 《혈의 누》            | 2005.5.4   | 실사 | 투자, 배급       | 시네마서비스 |
| 한국 | 《여고괴담 4: 목소리》 | 2005.7.15  | 실사 | 투자, 배급       | 시네마서비스 |
| 한국 | 《박수칠 때 떠나라》   | 2005.8.11  | 실사 | 투자, 배급       | 시네마서비스 |
| 한국 | 《사랑니》             | 2005.9.29  | 실사 | 제작, 투자, 배급 | 시네마서비스 |
| 한국 | 《오로라 공주》        | 2005.10.27 | 실사 | 투자, 배급       | 시네마서비스 |
| 한국 | 《왕의 남자》          | 2005.12.29 | 실사 | 제공, 배급       | 시네마서비스 |
| 미국 | 《올리버 트위스트》    | 2005.12.29 | 실사 | 배급             | 시네마서비스 |

#### 2006년
| 국가 | 제목                             | 개봉일     | 종류 | 담당             | 레이블       |
| ---- | -------------------------------- | ---------- | ---- | ---------------- | ------------ |
| 한국 | 《사랑을 놓치다》                | 2006.1.26  | 실사 | 제공, 배급, 제작 | 시네마서비스 |
| 한국 | 《썬데이 서울》                  | 2006.2.9   | 실사 | 배급             | 시네마서비스 |
| 한국 | 《손님은 왕이다》                | 2006.2.23  | 실사 | 제공, 배급       | 시네마서비스 |
| 한국 | 《방과후 옥상》                  | 2006.3.16  | 실사 | 배급             | 시네마서비스 |
| 미국 | 《원초적 본능 2》                | 2006.3.30  | 실사 | 배급             | 시네마서비스 |
| 한국 | 《도마뱀》                       | 2006.4.27  | 실사 | 제공, 배급       | 시네마서비스 |
| 한국 | 《생날선생》                     | 2006.5.25  | 실사 | 배급             | 시네마서비스 |
| 한국 | 《한반도》                       | 2006.7.13  | 실사 | 제공, 배급       | 시네마서비스 |
| 한국 | 《플라이 대디》                  | 2006.8.3   | 실사 | 배급             | 시네마서비스 |
| 한국 | 《사랑하니까, 괜찮아》           | 2006.8.17  | 실사 | 제공, 배급       | 시네마서비스 |
| 일본 | 《일본 침몰》                    | 2006.8.31  | 실사 | 배급             | 시네마서비스 |
| 한국 | 《두뇌유희 프로젝트, 퍼즐》      | 2006.9.14  | 실사 | 제공, 배급       | 시네마서비스 |
| 한국 | 《라디오 스타》                  | 2006.9.28  | 실사 | 제공, 배급       | 시네마서비스 |
| 한국 | 《거룩한 계보》                  | 2006.10.19 | 실사 | 제공, 배급       | 시네마서비스 |
| 미국 | 《DOA》                          | 2006.10.19 | 실사 | 배급             | 시네마서비스 |
| 한국 | 《사랑할 때 이야기하는 것들》    | 2006.11.30 | 실사 | 제공, 배급       | 시네마서비스 |
| 미국 | 《네티비티 스토리: 위대한 탄생》 | 2006.12.21 | 실사 | 배급             | 시네마서비스 |

#### 2007년
| 국가 | 제목                                    | 개봉일     | 종류 | 담당             | 레이블       |
| ---- | --------------------------------------- | ---------- | ---- | ---------------- | ------------ |
| 한국 | 《언니가 간다》                         | 2007.1.4   | 실사 | 제공, 배급       | 시네마서비스 |
| 중국 | 《황후花》                              | 2007.1.25  | 실사 | 배급             | 시네마서비스 |
| 한국 | 《바람 피기 좋은 날》                   | 2007.2.8   | 실사 | 배급             | 시네마서비스 |
| 한국 | 《좋지 아니한가》                       | 2007.3.1   | 실사 | 배급             | 시네마서비스 |
| 한국 | 《수》                                  | 2007.3.22  | 실사 | 제공, 배급       | 시네마서비스 |
| 한국 | 《눈부신 날에》                         | 2007.4.19  | 실사 | 배급             | 시네마서비스 |
| 한국 | 《아들》                                | 2007.5.1   | 실사 | 제공, 배급       | 시네마서비스 |
| 한국 | 《밀양》                                | 2007.5.23  | 실사 | 제공, 배급       | 시네마서비스 |
| 한국 | 《황진이》                              | 2007.6.6   | 실사 | 제공, 배급       | 시네마서비스 |
| 한국 | 《므이》                                | 2007.7.25  | 실사 | 배급             | 시네마서비스 |
| 한국 | 《지금 사랑하는 사람과 살고 있습니까?》 | 2007.8.15  | 실사 | 제공, 배급       | 시네마서비스 |
| 미국 | 《미스터 브룩스》                       | 2007.8.30  | 실사 | 배급             | 시네마서비스 |
| 한국 | 《권순분 여사 납치사건》                | 2007.9.12  | 실사 | 제공, 배급       | 시네마서비스 |
| 한국 | 《궁녀》                                | 2007.10.18 | 실사 | 제공, 배급       | 시네마서비스 |
| 한국 | 《우리동네》                            | 2007.11.29 | 실사 | 배급             | 시네마서비스 |
| 한국 | 《싸움》                                | 2007.12.12 | 실사 | 제공, 배급, 제작 | 시네마서비스 |

#### 2008년
| 국가 | 제목                                    | 개봉일    | 종류 | 담당       | 레이블       |
| ---- | --------------------------------------- | --------- | ---- | ---------- | ------------ |
| 한국 | 《기다리다 미쳐》                       | 2008.1.1  | 실사 | 제공, 배급 | 시네마서비스 |
| 한국 | 《뜨거운 것이 좋아》                    | 2008.1.17 | 실사 | 제공, 배급 | 시네마서비스 |
| 미국 | 《3:10 투 유마》                        | 2008.2.21 | 실사 | 배급       | 시네마서비스 |
| 중국 | 《집결호》                              | 2008.3.6  | 실사 | 배급       | 시네마서비스 |
| 한국 | 《도레미파솔라시도》                    | 2008.4.3  | 실사 | 배급       | 시네마서비스 |
| 미국 | 《포비든 킹덤: 전설의 마스터를 찾아서》 | 2008.4.24 | 실사 | 배급       | 시네마서비스 |
| 한국 | 《서울이 보이냐?》                      | 2008.5.8  | 실사 | 배급       | 시네마서비스 |
| 미국 | 《섹스 앤 더 시티》                     | 2008.6.5  | 실사 | 배급       | 시네마서비스 |
| 한국 | 《강철중: 공공의 적 1-1》               | 2008.6.19 | 실사 | 공동제공   | 시네마서비스 |
| 한국 | 《신기전》                              | 2008.9.4  | 실사 | 공동제공   | 시네마서비스 |
| 한국 | 《모던 보이》                           | 2008.10.2 | 실사 | 공동제공   | 시네마서비스 |

#### 2009년
| 국가 | 제목                             | 개봉일     | 종류 | 담당 | 레이블       |
| ---- | -------------------------------- | ---------- | ---- | ---- | ------------ |
| 한국 | 《김씨 표류기》                  | 2009.5.14  | 실사 | 제공 | 시네마서비스 |
| 한국 | 《백야행 - 하얀 어둠 속을 걷다》 | 2009.11.19 | 실사 | 제공 | 시네마서비스 |

#### 2010년
| 국가 | 제목                   | 개봉일    | 종류 | 담당 | 레이블       |
| ---- | ---------------------- | --------- | ---- | ---- | ------------ |
| 한국 | 《용서는 없다》        | 2010.1.7  | 실사 | 제공 | 시네마서비스 |
| 한국 | 《주유소 습격 사건 2》 | 2010.1.21 | 실사 | 제공 | 시네마서비스 |
| 한국 | 《이끼》               | 2010.7.14 | 실사 | 제공 | 시네마서비스 |
| 한국 | 《퀴즈왕》             | 2010.9.16 | 실사 | 제공 | 시네마서비스 |

#### 2011년
| 국가 | 제목            | 개봉일    | 종류 | 담당       | 레이블       |
| ---- | --------------- | --------- | ---- | ---------- | ------------ |
| 한국 | 《글러브》      | 2011.1.20 | 실사 | 제작       | 시네마서비스 |
| 한국 | 《로맨틱 헤븐》 | 2011.3.24 | 실사 | 제공, 배급 | 시네마서비스 |

#### 2012년
| 국가 | 제목     | 개봉일    | 종류 | 담당 | 레이블       |
| ---- | -------- | --------- | ---- | ---- | ------------ |
| 한국 | 《가비》 | 2012.3.15 | 실사 | 배급 | 시네마서비스 |

#### 2013년
| 국가 | 제목            | 개봉일     | 종류 | 담당 | 레이블       |
| ---- | --------------- | ---------- | ---- | ---- | ------------ |
| 한국 | 《전설의 주먹》 | 2013.4.10  | 실사 | 제작 | 시네마서비스 |
| 한국 | 《깡철이》      | 2013.10.2  | 실사 | 제작 | 시네마서비스 |
| 한국 | 《더 파이브》   | 2013.11.14 | 실사 | 제작 | 시네마서비스 |

#### 2014년
| 국가 | 제목               | 개봉일    | 종류       | 담당     | 레이블       |
| ---- | ------------------ | --------- | ---------- | -------- | ------------ |
| 미국 | 《타잔》           | 2014.1.9  | 애니메이션 | 제공     | 시네마서비스 |
| 한국 | 《시선》           | 2014.4.16 | 실사       | 공동제공 | 시네마서비스 |
| 미국 | 《스텝 업: 올 인》 | 2014.9.3  | 실사       | 제공     | 시네마서비스 |

#### 2015년
| 국가 | 제목         | 개봉일    | 종류 | 담당     | 레이블       |
| ---- | ------------ | --------- | ---- | -------- | ------------ |
| 미국 | 《모데카이》 | 2015.2.18 | 실사 | 공동제공 | 시네마서비스 |
| 한국 | 《소수의견》 | 2015.6.24 | 실사 | 제공     | 시네마서비스 |

#### 2016년
| 국가 | 제목                   | 개봉일   | 종류 | 담당     | 레이블       |
| ---- | ---------------------- | -------- | ---- | -------- | ------------ |
| 미국 | 《포인트 브레이크》    | 2016.1.7 | 실사 | 제공     | 시네마서비스 |
| 미국 | 《갓 오브 이집트》     | 2016.3.3 | 실사 | 제공     | 시네마서비스 |
| 미국 | 《33》                 | 2016.4.7 | 실사 | 공동제공 | 시네마서비스 |
| 한국 | 《고산자, 대동여지도》 | 2016.9.7 | 실사 | 제공     | 시네마서비스 |

## 같이 보기

### 제작사
- 좋은영화

### 관계사
- 싸이더스
- CJ엔터테인먼트